# Élection municipale de 1982 à Washington D.C.
Les élections municipales de 1982 à Washington D.C. se sont tenues le 2 novembre 1982 afin d'élire le maire. Le maire sortant, Marion Barry est réélu, très largement.

## Primaire démocrate
| Résultats | Résultats | Résultats               | Résultats | Résultats |
| Partis    | Partis    | Candidats               | Voix      | %         |
| --------- | --------- | ----------------------- | --------- | --------- |
|           | Démocrate | Marion Barry            | 66 336    | 58,02     |
|           | Démocrate | Patricia Roberts Harris | 40 597    | 35,51     |
|           | Démocrate | John Ray                | 3 945     | 3,45      |
|           | Démocrate | Charlene Drew Jarvis    | 3 307     | 2,89      |
|           |           | Write-in                | 144       | 0,13      |
| Total     | Total     | Total                   | 114 329   | 100       |

## Résultats
| Résultats | Résultats              | Résultats         | Résultats | Résultats |
| Partis    | Partis                 | Candidats         | Voix      | %         |
| --------- | ---------------------- | ----------------- | --------- | --------- |
|           | Démocrate              | Marion Barry      | 95 007    | 80,99     |
|           | Républicain            | E. Brooke Lee Jr. | 16 501    | 14,07     |
|           | Indépendant            | Dennis S. Sobin   | 2 673     | 2,28      |
|           | Travailleur socialiste | Susan Pennington  | 1 467     | 1,25      |
|           |                        | Write-in          | 1 658     | 1,41      |
| Total     | Total                  | Total             | 117 306   | 100       |